# Esquay-sur-Seulles
Esquay-sur-Seulles és un municipi francès situat al departament de Calvados i a la regió de Normandia. L'any 2007 tenia 346 habitants.

## Demografia

### Població
El 2007 la població de fet d'Esquay-sur-Seulles era de 346 persones. Hi havia 132 famílies de les quals 24 eren unipersonals (8 homes vivint sols i 16 dones vivint soles), 48 parelles sense fills, 56 parelles amb fills i 4 famílies monoparentals amb fills.
La població ha evolucionat segons el següent gràfic:
Habitants censats

### Habitatges
El 2007 hi havia 142 habitatges, 130 eren l'habitatge principal de la família, 8 eren segones residències i 4 estaven desocupats. 139 eren cases i 2 eren apartaments. Dels 130 habitatges principals, 110 estaven ocupats pels seus propietaris, 13 estaven llogats i ocupats pels llogaters i 7 estaven cedits a títol gratuït; 1 tenia una cambra, 8 en tenien dues, 17 en tenien tres, 30 en tenien quatre i 74 en tenien cinc o més. 118 habitatges disposaven pel capbaix d'una plaça de pàrquing. A 41 habitatges hi havia un automòbil i a 78 n'hi havia dos o més.

### Piràmide de població
La piràmide de població per edats i sexe el 2009 era:
| Homes | Edats   | Dones |
| ----- | ------- | ----- |
| 0     | 95 o +  | 0     |
| 4     | 90 a 94 | 4     |
| 0     | 85 a 89 | 0     |
| 4     | 80 a 84 | 0     |
| 0     | 75 a 79 | 4     |
| 8     | 70 a 74 | 8     |
| 4     | 65 a 69 | 8     |
| 0     | 60 a 64 | 8     |
| 24    | 55 a 59 | 4     |
| 16    | 50 a 54 | 12    |
| 24    | 45 a 49 | 24    |
| 16    | 40 a 44 | 20    |
| 8     | 35 a 39 | 8     |
| 0     | 30 a 34 | 0     |
| 8     | 25 a 29 | 0     |
| 12    | 20 a 24 | 12    |
| 16    | 15 a 19 | 12    |
| 28    | 10 a 14 | 4     |
| 12    | 5 a 9   | 0     |
| 0     | 0 a 4   | 4     |

## Economia
El 2007 la població en edat de treballar era de 241 persones, 178 eren actives i 63 eren inactives. De les 178 persones actives 160 estaven ocupades (85 homes i 75 dones) i 18 estaven aturades (10 homes i 8 dones). De les 63 persones inactives 25 estaven jubilades, 25 estaven estudiant i 13 estaven classificades com a «altres inactius».

### Ingressos
El 2009 a Esquay-sur-Seulles hi havia 131 unitats fiscals que integraven 344 persones, la mediana anual d'ingressos fiscals per persona era de 18.457 €.

### Activitats econòmiques
Dels 12 establiments que hi havia el 2007, 2 eren d'empreses extractives, 3 d'empreses de construcció, 3 d'empreses de comerç i reparació d'automòbils, 2 d'empreses financeres, 1 d'una empresa immobiliària i 1 d'una empresa de serveis.
Dels 3 establiments de servei als particulars que hi havia el 2009, 1 era un paleta i 2 fusteries.
L'any 2000 a Esquay-sur-Seulles hi havia 5 explotacions agrícoles.

## Equipaments sanitaris i escolars
El 2009 hi havia una escola maternal integrada dins d'un grup escolar amb les comunes properes formant una escola dispersa.

## Poblacions més properes
El següent diagrama mostra les poblacions més properes.